# Gastroboletus
Gastroboletus là một chi nấm thuộc họ Boletaceae.